# Valery Merkouchenko
 (janvier 2014).
Si vous disposez d'ouvrages ou d'articles de référence ou si vous connaissez des sites web de qualité traitant du thème abordé ici, merci de compléter l'article en donnant les références utiles à sa vérifiabilité et en les liant à la section « Notes et références ».
Valery Merkouchenko est un joueur de volley-ball ukrainien né le 7 juillet 1967 à Kharkiv. 

## Carrière
Valery Merkouchenko a commencé sa carrière professionnelle en 1980 avec le VK Lokomotiv Kharkiv, où il a joué jusqu'en 1985. 
Il a ensuite rejoint le CSKA Moscou de 1985 à 1987, remportant le titre de champion d'URSS. 
De retour au VK Lokomotiv Kharkiv de 1987 à 1992, il a été capitaine, menant son équipe à deux titres de champion.
En 1992, Merkouchenko a poursuivi sa carrière en France, jouant pour plusieurs clubs, dont le Stella ES Calais, l'Avignon VB, l'Agde VB et l'AMSL Fréjus. Il a remporté plusieurs titres de champion de France avec ces équipes. Son numéro de maillot était le 7. Il mesurait 1m99 pour 110 kg.

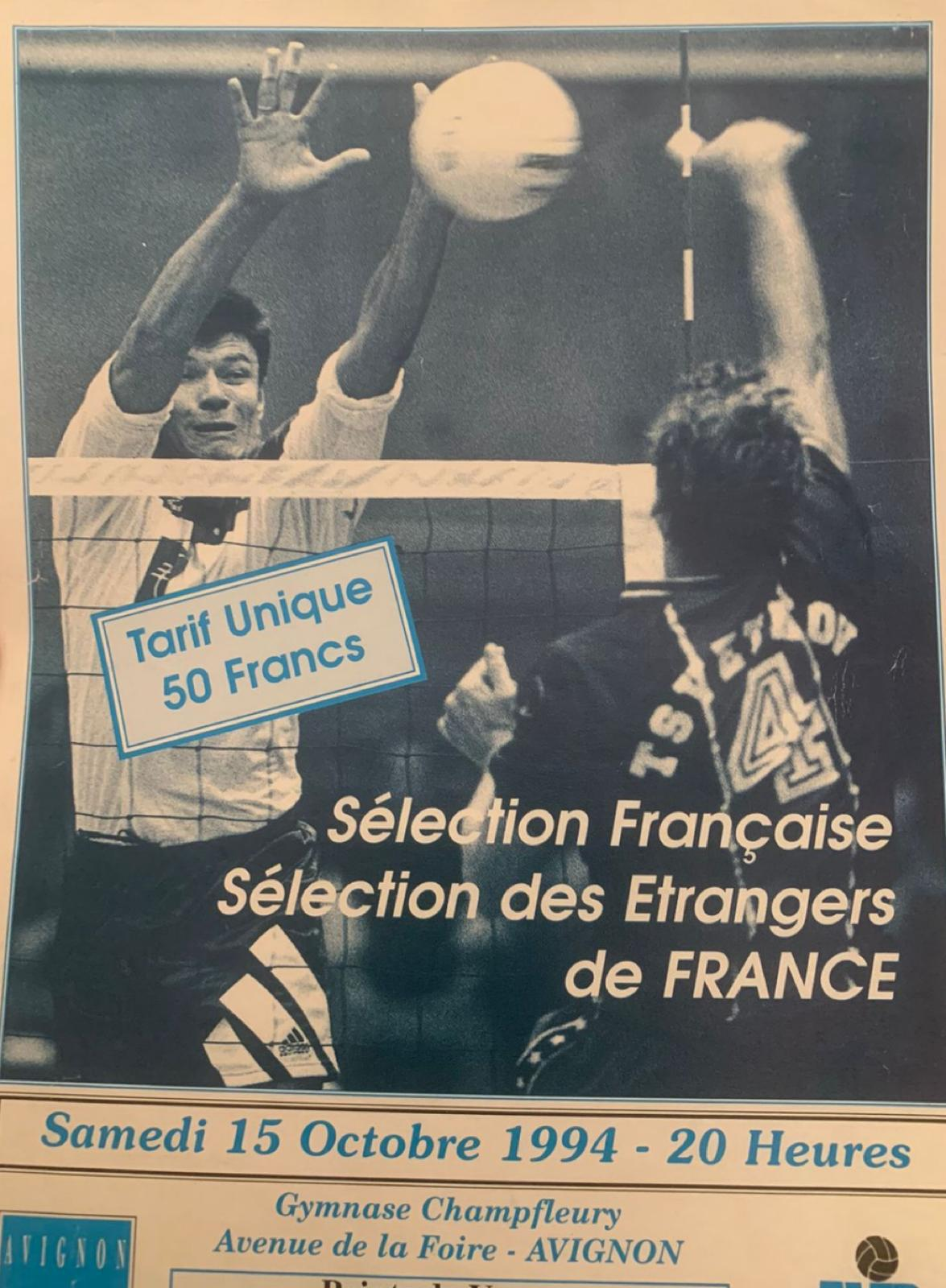
Photo d'affiche du match

Il prend sa retraite en tant que joueur en 2000.  Merkouchenko s'oriente vers une carrière d'entraîneur. Il a notamment dirigé l'AMSL Fréjus et le MO Mougins, apportant au volley-ball ses compétences et son expérience.